# Hispasat 36W-1
Hispasat 36W-1, ранее известный как Hispasat AG1 (Hispasat Advanced Generation 1) — геостационарный спутник связи, который пополнит группировку спутников, управляемых испанской компанией Hispasat. Будет обеспечивать предоставление широкого спектра телекоммуникационных услуг (цифровое телевидение, высокоскоростной интернет, мобильную и фиксированную связь) для Европы, Канарских островов и Южной Америки.
Первый спутник, построенный на базе новой многоцелевой космической платформы для небольших геостационарных спутников SmallGEO, созданной немецкой компанией OHB System в рамках программы Европейского космического агентства ARTES (англ. Advanced Research in Telecommunications Systems — «перспективные исследования в системах телекоммуникаций»).
Основным подрядчиком для создания Hispasat 36W-1 выступила компания OHB System AG, полезной нагрузкой аппарата являются 20 транспондеров Ku-диапазона и 3 транспондера повышенной пропускной способности Ka-диапазона, созданных компанией TESAT Spacecom. Также на спутник установлено инновационное оборудование RedSAT, разработанное компанией Thales Alenia Space, включающее бортовой процессор и настраиваемую антенну, которые позволяет одновременно управлять четырьмя лучами в Ku-диапазоне, для повышения качества сигнала. Кроме того, аппарат оборудован ещё 3 антеннами, двумя подвижными и одной фиксированной. Размеры спутника в сложенном состоянии составляют 3,7 × 1,9 × 2 м, стартовая масса — около 3,2 т. Потребляемая мощность оборудования — 3,4 кВт. Использует химическое топливо для достижения точки стояния на геостационарной орбите и электрические двигатели для удержания и коррекции позиции. Ожидаемый срок службы спутника — не менее 15 лет.
Изначально, запуск спутника был запланирован на 2012 год, но многократно откладывался. Оператором запуска является компания Arianespace. Ожидалось, что спутник будет запущен в конце 2016 года одним из сопассажиров на ракете-носителе «Ариан-5», но затем было принято решение использовать для запуска ракету-носитель «Союз-СТ-Б».
Запуск состоялся 28 января 2017 года, в 01:03 UTC со стартовой площадки ELS космодрома Куру во Французской Гвиане. После завершения участка работы ракеты-носителя «Союз-СТ-Б», разгонный блок Фрегат МТ произвёл одно включение маршевого двигателя длительностью 18 минут и, спустя 32 минуты после запуска, успешно вывел спутник на геопереходную орбиту. Это первый запуск ракеты «Союз» с космодрома Куру на геопереходную орбиту.